# Dajana Olekszandrivna Jasztremszka
Dajana Olekszandrivna Jasztremszka (ukránul: Даяна Олександрівна Ястремська, a nemzetközi szakirodalomban Dayana Yastremska) (Odessza, 2000. május 15. –) ukrán hivatásos teniszezőnő.
2015-ben kezdte profi pályafutását. Egyéniben három WTA-, egy WTA125- és három ITF-torna győztese; párosban is három ITF-tornán végzett az első helyen. Legjobb egyéni világranglista-helyezése a 21. hely, amelyre 2020. január 20-án került, párosban a 82. helyezés 2020. január 6-án.
Juniorként döntőt játszott egyéniben a 2016-os wimbledoni teniszbajnokságon, párosban a 2016-os Australian Openen. Legjobb junior világranglista helyezése a 6. hely volt 15 éves korában. A felnőtt mezőnyben a Grand Slam-tornák közül egyéniben a legjobb eredménye a 2024-es Australian Openen a kvalifikációból indulva elért elődöntő, párosban a 2021-es US Openen és a 2022-es Australian Openen a 3. körig jutott.

## Sportpályafutása
Első junior ITF-tornáján, 2014-ben a svédországi Kramfordban rendezett junior világranglista versenyen szabadkártyával indulhatott és a döntőig jutott. Első junior ITF-tornagyőzelmét 2014. októberben szerezte Tamperében egy Grade 4-es versenyen. Párosban 2015. augusztusban a Budaörsön rendezett Grade 2-es tornán szerezte első junior tornagyőzelmét, majd egy héttel később egyéniben megnyerte a budapesti Grade 2 kategóriájú tornát. 2016. márciusban Udvardy Pannával párban győzött az A-kategóriájú ifjúsági tornán Porto Allegrében.
2016-ban Campinasban, Brazíliában a kvalifikációból feljutva szerezte első ITF-tornagyőzelmét. Ebben az évben játszott először WTA-tornán, miután szabadkártyát kapott az Istanbul Cup-ra. 2017-ben ezen a versenyen szerezte meg első győzelmét WTA-torna főtábláján, miután az első körben Andrea Petkovićot győzte le 3–6, 6–0, 6–3 arányban. Ezen a tornán egészen a negyeddöntőig jutott.
Első egyéni WTA-tornagyőzelmét 2018-ban a Hong Kong Openen szerezte, ahol Stollár Fanny, Cseng Szaj-szaj, Kristína Kučová és Csang Suaj legyőzése után a döntőben az előzőleg Elina Szvitolinát és Garbiñe Muguruzát is kiejtő kínai Vang Csiang ellen is nyerni tudott.
Játékjogát 2021 elején felfüggesztették, miután egy vizeletmintájában a tíltólistán szereplő maszterolon nevű diabolikus szteroidot mutattak ki. Az eljárás során bizonyította ártatlanságát, és 2021. június 22-én a sportág doppingellenes testülete feloldotta játékjogának felfüggesztését.

### Junior Grand Slam döntői

#### Egyéni

##### Elveszített döntői (1)
| Év   | Bajnokság | Borítás | Ellenfél              | Eredmény |
| ---- | --------- | ------- | --------------------- | -------- |
| 2006 | Wimbledon | Fű      | Anasztaszija Potapova | 4–6, 3–6 |

#### Páros

##### Elveszített döntői (1)
| Év   | Bajnokság       | Borítás | Partner              | Ellenfél                           | Eredmény |
| ---- | --------------- | ------- | -------------------- | ---------------------------------- | -------- |
| 2006 | Australian Open | Kemény  | Anasztaszija Zaricka | Anna Kalinszkaja Tereza Mihalíková | 1–6, 1–6 |

## WTA döntői

### Egyéni
| Összesítés            |                              |
| Grand Slam-torna (0)  |                              |
| Premier Mandatory (0) | WTA 1000 (kötelező)* (0)     |
| Premier Five (0)      | WTA 1000 (nem kötelező)* (0) |
| Premier (0)           | WTA 500* (0)                 |
| International (3)     | WTA 250* (0)                 |

*2021-től megváltozott a tornák kategóriáinak elnevezése.

#### Győzelmei (3)
|    | Dátum             | Torna                                                   | Borítás | Ellenfél a döntőben | Eredmény a döntőben | Eredmény a döntőben |
| 1. | 2018. október 14. | Hong Kong Open, Hongkong                                | Kemény  | Vang Csiang         | 6–2, 6–1            |                     |
| 2. | 2019. február 3.  | Hua Hin Championships, Huahin, Thaiföld                 | Kemény  | Ajla Tomljanović    | 6–2, 2–6, 7–6(3)    |                     |
| 3. | 2019. május 25.   | Internationaux de Strasbourg, Strasbourg, Franciaország | Salak   | Caroline Garcia     | 6–4, 5–7, 7–6(3)    |                     |

#### Elveszített döntői (4)
|    | Dátum            | Torna                                           | Borítás    | Ellenfél a döntőben       | Eredmény a döntőben | Eredmény a döntőben |
| 1. | 2020. január 18. | Adelaide International, Adelaide, Ausztrália    | Kemény     | Ashleigh Barty            | 2–6, 5–7            |                     |
| 2. | 2022. március 6. | Lyon Open, Lyon, Franciaország                  | Kemény (f) | Csang Suaj                | 6–3, 3–6, 4–6       |                     |
| 3. | 2025. február 2. | Linz Open, Linz, Ausztria                       | Kemény (f) | Jekatyerina Alekszandrova | 2–6, 6–3, 5–7       |                     |
| 4. | 2025. június 22. | Nottingham Open, Nottingham, Egyesült Királyság | Fű         | McCartney Kessler         | 4–6, 5–7            |                     |

### Páros
| Összesítés            |                              |
| Grand Slam-torna (0)  |                              |
| Premier Mandatory (0) | WTA 1000 (kötelező)* (0)     |
| Premier Five (0)      | WTA 1000 (nem kötelező)* (0) |
| Premier (0)           | WTA 500* (0)                 |
| International (0)     | WTA 250* (0)                 |

*2021-től megváltozott a tornák kategóriáinak elnevezése.

#### Elveszített döntői (1)
|    | Dátum            | Torna              | Borítás | Partner          | Ellenfél a döntőben               | Eredmény a döntőben | Eredmény a döntőben |
| 1. | 2019. október 6. | China Open, Peking | Kemény  | Jeļena Ostapenko | Sofia Kenin Bethanie Mattek-Sands | 3–6, 7–6(5), [7–10] |                     |

## WTA 125K döntői

### Egyéni

#### Győzelmei (1)
|    | Dátum               | Torna                            | Borítás | Ellenfél a döntőben | Eredmény a döntőben |
| 1. | 2023. augusztus 13. | Polish Open, Grodzisk Mazowiecki | Kemény  | Greet Minnen        | 2–6, 6–1, 6–3       |

## ITF döntői

### Egyéni: 6 (3−3)
| Díjazás               |
| --------------------- |
| $100,000 torna        |
| $75,000 torna         |
| $50,000/$60,000 torna |
| $25,000 torna         |
| $15,000 torna         |
| $10,000 torna         |

| Eredmény | Dátum                | Torna                         | Borítás    | Ellenfél              | Eredmény            |
| -------- | -------------------- | ----------------------------- | ---------- | --------------------- | ------------------- |
| Győztes  | 2016. március 6.     | Campinas, Brazília            | Salak      | Alizé Lim             | 6–4, 6–4            |
| Győztes  | 2017. szeptember 3.  | Dunakeszi, Magyarország       | Salak      | Katarina Zavacka      | 6–0, 6–1            |
| Döntős   | 2017. szeptember 23. | Szentpétervár, Oroszország    | Kemény (f) | Belinda Bencic        | 2–6, 3–6            |
| Döntős   | 2018. május 13.      | Cagnes-sur-Mer, Franciaország | Salak      | Rebecca Peterson      | 4–6, 5–7            |
| Döntős   | 2018. június 24.     | Ilkley, Egyesült Királyság    | Fű         | Tereza Smitková       | 6–7(2), 6–3, 6–7(4) |
| Győztes  | 2018. július 8.      | Róma, Olaszország             | Salak      | Anasztaszija Potapova | 6–1, 6–0            |

### Páros: 3 (3−0)
| $100,000 torna |
| $75,000 torna  |
| $50,000 torna  |
| $25,000 torna  |
| $15,000 torna  |
| $10,000 torna  |

| Eredmény | Dátum             | Torna                                 | Borítás    | Partner               | Ellenfelek                         | Eredmény |
| -------- | ----------------- | ------------------------------------- | ---------- | --------------------- | ---------------------------------- | -------- |
| Győztes  | 2017. február 25. | Moszkva, Oroszország                  | Kemény (f) | Vera Lapko            | Bibiane Schoofs Jekatyerina Jasina | 7–5, 6–3 |
| Győztes  | 2017. március 25. | Santa Margherita di Pula, Olaszország | Salak      | Oleszja Pervusina     | Tara Moore Conny Perrin            | 6–4, 6–4 |
| Győztes  | 2017. július 29.  | Prága, Csehország                     | Salak      | Anasztaszija Potapova | Mihaela Buzărnescu Alena Fomina    | 6–2, 6–2 |

## Eredményei Grand Slam-tornákon

### Egyéniben
| Grand Slam | Australian Open | Australian Open    | Roland Garros | Roland Garros        | Wimbledon      | Wimbledon        | US Open        | US Open          |
| Év         | Eredmény        | Utolsó ellenfél    | Eredmény      | Utolsó ellenfél      | Eredmény       | Utolsó ellenfél  | Eredmény       | Utolsó ellenfél  |
| 2017       | –               | –                  | –             | –                    | –              | –                | –              | –                |
| 2018       | Q2              | Alexandra Dulgheru | –             | –                    | Q2             | Barbara Haas     | 1. kör         | Karolína Muchová |
| 2019       | 3. kör          | Serena Williams    | 1. kör        | C Suárez Navarro     | 4. kör         | Csang Suaj       | 3. kör         | Elina Szvitolina |
| 2020       | 2. kör          | Caroline Wozniacki | 1. kör        | Daria Gavrilova      | elmaradt       | elmaradt         | 2. kör         | Madison Brengle  |
| 2021       | –               | –                  | –             | –                    | –              | –                | 1. kör         | Angelique Kerber |
| 2022       | 1. kör          | Madison Brengle    | 1. kör        | Alison Riske         | 1. kör         | Ana Bogdan       | 1. kör         | Madison Keys     |
| 2023       | 1. kör          | Jeļena Ostapenko   | 1. kör        | Donna Vekić          | Selejtező (Q3) | Selejtező (Q3)   | Selejtező (Q3) | Selejtező (Q3)   |
| 2024       | Elődöntő        | Cseng Csin-ven     | 3. kör        | Cori Gauff           | 3. kör         | Donna Vekić      | 1. kör         | Jule Niemeier    |
| 2025       | 3. kör          | Jelena Ribakina    | 3. kör        | Ljudmila Szamszonova | 3. kör         | J Bouzas Maneiro |                |                  |

## Év végi világranglista-helyezései
| Év     | 2015  | 2016 | 2017 | 2018 | 2019 | 2020 | 2021 | 2022 | 2023 | 2024 |
| Egyéni | 1103. | 342. | 189. | 60.  | 22.  | 29.  | 97.  | 102. | 106. | 33.  |
| Páros  | –     | 594. | 229. | 346. | 84.  | 90.  | 196. | 293. | 728. | 222. |